# Лудвиг Ернст Витцтум фон Екщедт
Лудвиг Ернст Витцтум фон Екщедт (на немски: Ludwig Ernst Vitzthum von Eckstedt; * 14 март 1794 в Дрезден; † 5 юли 1833 в Карлсбад) е граф от род Витцтум-Екщедт, гарде-артилерия-хауптман.
Той е най-големият син на граф Хайнрих Витцтум фон Екщедт (1770 – 1837) и графиня Фридерика Вилхелмина фон Хопфгартен (1767 – 1837), дъщеря на граф Георг Вилхелм фон Хопфгартен (1740 – 1813) и Кристиана Фридерика Маршал фон Биберщайн (1751 – 1783). Най-малкият му брат е Освалд Лионел Витцтум фон Екщедт (* 15 февруари 1809 в Дрезден; † 30 септември 1883 в Кобург).

## Фамилия
Лудвиг Ернст Витцтум фон Екщедт се жени за Мариана Луиза Флайшман (* 22 април 1796, Дрезден; † 8 септември 1838, Дрезден). Те имат два сина:
- Бено Хайнрих Лудвиг Витцтум фон Екщедт (* 22 юни 1829, Берлин; †12 ноември 1908, Вюрцбург), женен за Адела фон Ковнака (* 18 декември 1821, Пониква, Бродй; † 22 февруари 1911, Вилефранше); имат един син
- Ото Рудолф Витцтум фон Екщедт (* 18 октомври 1831, Берлин; † 31 май 1906, Бост, Бланкенезе), първо кралски пруски съветник, 1867 г. кралски пруски камер-хер и 1877 г. церемония-майстер в пруския двор, женен за Хелене Берта Йениш (* 19 ноември 1844, Хамбург; † 8 октомври 1933, Берлин); имат две дъщери и един син